# Lorina Kamburova
Lorina Kamburova (en búlgaro: Лорина Камбурова; Varna, 25 de octubre de 1991 - Moscú, 27 de mayo de 2021) fue una actriz búlgara. Es conocida por su participación en películas como Nightworld, Leatherface y Doom: Annihilation.

## Biografía
Kamburova nació en Varna, Bulgaria el 1 de febrero de 1991. En 2014, se graduó de la Academia Nacional de Teatro y Artes Cinematográficas Krastyo Sarafov en Sofía. Ese mismo año, junto con el actor Rosen Penchev, fundó un grupo musical: el dúo Ross'N Lorina.
Actuó en películas búlgaras, rusas y estadounidenses, gran parte de ella en el género del terror.
Falleció el 27 de mayo de 2021, por neumonía provocada por COVID-19 en un hospital de Moscú, a la edad de 29 años. Está enterrada en un féretro blanco en su ciudad natal de Varna.

## Filmografía
| Año  | Título                     | Papel               | Notas                                            |
| ---- | -------------------------- | ------------------- | ------------------------------------------------ |
| 2011 | Hola amor adios            | Lora                | Cortometraje (en búlgaro)                        |
| 2017 | Nightworld                 | Zara                |                                                  |
| 2017 | Leatherface                | Betty               |                                                  |
| 2018 | Day of the Dead: Bloodline | Abby                |                                                  |
| 2018 | Infierno de cristal        | Adria               | También conocido como Inferno: Skyscraper Escape |
| 2018 | Death Race: Beyond Anarchy | Chica nazi          |                                                  |
| 2019 | Yo sé lo que hiciste       | Recepcionista       | Cortometraje (en búlgaro)                        |
| 2019 | Doom: Annihilation         | Dra. Sandy Peterson |                                                  |
| 2020 | Love and Monsters          | Boyana              |                                                  |
| 2021 | Esclavizado                | Elena               | Cortometraje (en búlgaro)                        |
| 2021 | El Giaour                  | Bailarina           |                                                  |

| Año       | Título                               | Papel            | Notas           |
| --------- | ------------------------------------ | ---------------- | --------------- |
| 2015-2016 | Corbatas                             | Lea / Liya       |                 |
| 2018      | Queridos herederos                   | Ana              |                 |
| 2020      | Los jóvenes y los fuertes sobreviven | Sargento Collins | Miniserie de TV |